# باتريشيا كرون
باتريسيا كرون (بالإنجليزية: Patricia Crone)‏ (1945 - 11 يوليو 2015)، عالمة ومؤلفة ومستشرقة ومؤرخة للتاريخ الإسلامي. عمِلت في الفترة من سنة 1997 حتى تقاعدها في عام 2014 في معهد الدراسات المتقدمة في برينستون في نيو جيرسي، عُرفت باعتبارها مؤرخة للدين الإسلامي، الذي عالج القرآن ككِتاب مُقدس مع التاريخ، كما هي الحال بالنسبة لتاريخ الكتاب المقدس.

## حياتُها
في سنة 1977، أصبحت كرون محاضرة جامعية في التاريخ الإسلامي وزميل كلية يسوع في جامعة أكسفورد. وأصبحت أستاذ مساعد في كلية كيوس في جامعة كامبريدج في سنة 1990، كما شَغَلَت عِدة مناصب في جامعة كامبريدج. شغلت منصِب مُحاضِر جامِعي في الدراسات الإسلامية بالفترة من (1992-1994)، وقارئة في التاريخ الإسلامي من عام 1994 حتى عام 1997.
في عام 1997 تم تعيينِها لمعهد الدراسات المتقدمة في برينستون، حيث أصبحت بروفيسور أندرو ميلون. من عام 2002 حتى وفاتها في عام 2015، وكانت عضواً في هيئة تحرير مجلة التطور الإجتماعي والتاريخ.
ألفت كتاب تجارة مكة وظهور الإسلام سنة 1987، وكتاب الهاجرية: صناعة العالم الإسلامي سنة 1977.